# Kaïs Saïed
Pour les articles homonymes, voir Saïed.
Kaïs Saïed (arabe : قيس سعيد), né le 22 février 1958 à Tunis, est un homme d'État tunisien, président de la République depuis le 23 octobre 2019. Universitaire spécialisé en droit constitutionnel et juriste de profession, il est président de l'Association tunisienne de droit constitutionnel de 1995 à 2019.
Candidat indépendant à l'élection présidentielle de 2019, bénéficiant d'une image de probité, il est élu au second tour avec 72,7 % des suffrages exprimés, face à l'homme d'affaires Nabil Karoui.
En 2021, alors qu'il jouit toujours d'une importante popularité dans un contexte de blocages politiques et de la pandémie de Covid-19, il s'octroie les pleins pouvoirs, démet des membres du gouvernement et gèle les activités du Parlement, puis le dissout, ce qui constitue un coup d'État selon des opposants et analystes. En 2022, il abroge la Constitution de 2014 et en fait adopter par référendum une nouvelle, caractérisée par un pouvoir exécutif fort et faisant référence à l'islam comme objectif de l'État et source du droit dans le cadre d'un processus contesté.
Désormais largement considéré comme un autocrate, il est aisément réélu en 2024 pour un second mandat lors d'un scrutin qualifié de verrouillé par l'opposition et de nombreux médias et observateurs, et marqué par la plus forte abstention à une élection présidentielle depuis l'avènement de la démocratie en 2011.

## Situation personnelle

### Famille et origines
Kaïs Saïed est le fils de Moncef Saïed et Zakia Bellagha. Selon Kaïs Saïed, son défunt père a protégé la jeune Gisèle Halimi des nazis. Son père est fonctionnaire au ministère des Finances. Sa mère, issue de la bourgeoisie tunisoise, est femme au foyer, bien qu'éduquée,. Sa famille est membre de la classe moyenne,. Son oncle paternel, Hicham Saïed, est le premier chirurgien pédiatre de Tunisie, connu pour avoir séparé des siamois dans les années 1970.

### Vie privée
Il est marié à la magistrate Ichraf Chebil, qu'il a rencontrée à la faculté de droit de Sousse, où elle était une de ses étudiantes. Il est père de trois enfants (deux filles et un fils : Sarah, Mouna et Amrou). Son frère, Naoufel Saïed, est également impliqué dans la vie politique et le soutient. Kaïs Saïed effectue ses études secondaires au collège Sadiki.

### Cursus universitaire
Juriste de formation, sans doctorat,, il est spécialiste en droit constitutionnel, et secrétaire général de l'Association tunisienne de droit constitutionnel entre 1990 et 1995 puis vice-président de ladite association depuis 1995.
Directeur du département de droit public à l'université de Sousse entre 1994 et 1999, puis à la faculté des sciences juridiques et politiques de Tunis de 1999 à 2018, il est membre du groupe d'experts du secrétariat général de la Ligue arabe entre 1989 et 1990, expert auprès de l'Institut arabe des droits de l'homme de 1993 à 1995 et devient membre du comité d'experts chargé de réviser le projet de la Constitution tunisienne en 2014. Il est par ailleurs membre du conseil scientifique de plusieurs commissions universitaires.
Professeur invité dans plusieurs universités arabes, il refuse en 2013 de faire partie de la commission d'experts ayant pour mission de trouver une issue juridique au problème de l'Instance supérieure indépendante pour les élections,. Il prend sa retraite en 2018.

## Ascension politique

### Premiers engagements

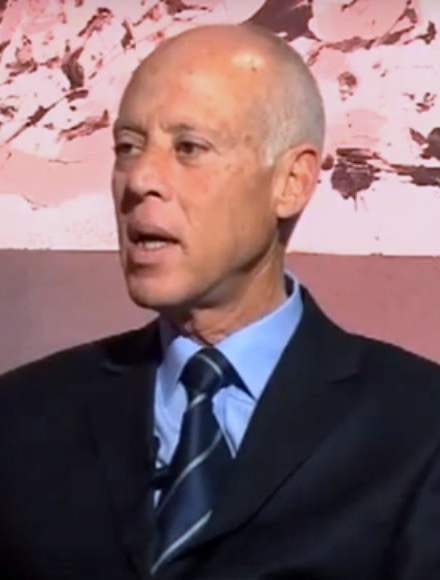
Kaïs Saïed en 2013.

En 2010-2011, Kaïs Saïed participe à la révolution tunisienne. Le 15 janvier 2011, au lendemain de la fuite de Zine el-Abidine Ben Ali, Kaïs Saïed soutient, au sein de sa faculté, la nécessité de convoquer une assemblée constituante. Il prône, le remplacement de l'Assemblée des représentants du peuple, élue au scrutin direct, par une assemblée composée de 165 membres élus au scrutin indirect sur une base régionale par les élus locaux, ainsi que l'instauration pour ces derniers d'un mandat révocable,. En 2013, au sujet de la réforme de la Constitution, il déclare que « ne pas mentionner la charia permettra d'éviter les effets négatifs/rétrogrades de celle-ci » et qu'« il est préférable de se contenter de l'article premier de la Constitution de 1959 ». Il obtient le soutien du collectif Kasbah 1, qui entend préserver l'héritage de la révolution et dès 2013-2014, Kaïs Saïed participe à plusieurs clubs politiques et réunions, qui rassemblent des jeunes. En 2016 est créé le mouvement Mouassissoun pour soutenir l'action et les projets de Saïed.
Selon Olfa Lamloum, directrice du bureau de Tunis de l'ONG International Alert, « [Saïed] a réussi à gagner la confiance de cette jeunesse dans les quartiers et les régions de l'intérieur, non pas à travers les promesses mais en apportant des réponses à l'échec de la démocratie représentative ». Pour le sociologue Mohamed Jouili, « [il] a su ces dernières années établir une relation de confiance forte avec les jeunes en les rencontrant partout dans le pays, ce qui lui a permis de construire autour de lui une ceinture de jeunes ayant mené sa campagne ».

### Élection présidentielle de 2019

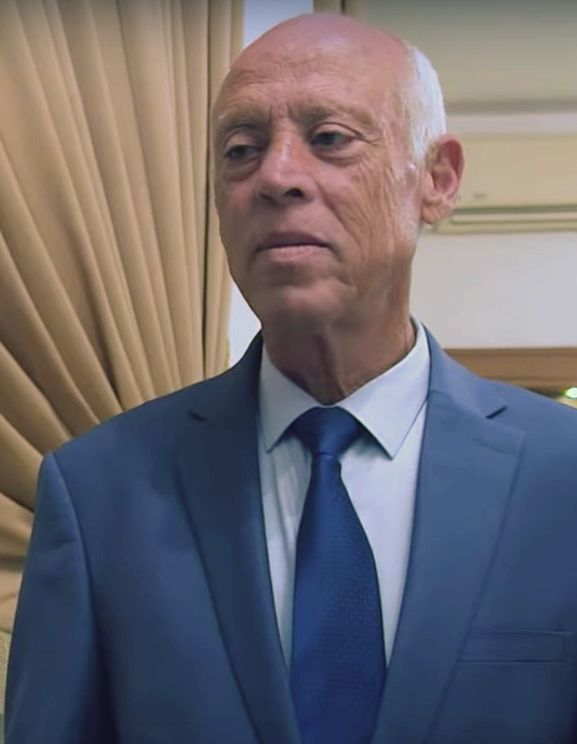
Kaïs Saïed au cours de la campagne présidentielle de 2019.

Candidat à l'élection présidentielle de 2019,, il n'est affilié à aucune formation politique et mène une campagne aux moyens très limités, misant sur sa voix timbrée, son allure d'ascète et s'exprime dans un arabe littéraire (alors que ses adversaires parlent souvent en dialecte). Il présente un programme anti-corruption et dénonce le non-respect des lois constitutionnelles,, prônant une révision de la manière d'exercer le pouvoir législatif. Il promet de ne pas résider au palais présidentiel de Carthage et refuse de recevoir des financements publics pour sa campagne. Ses traits figés et son élocution monocorde, mis en lien avec ses thèmes favoris de campagne portant sur le droit et la justice le font surnommer « Robocop ». Le cœur de son électorat est composé de jeunes diplômés. Également francophone, il accorde plusieurs entretiens dans cette langue au cours de la campagne.
Il arrive en tête du premier tour avec 18,40 %, devant Nabil Karoui (15,58 %), homme d'affaires emprisonné,. Dans l'entre-deux tours, Saïed reçoit les soutiens des candidats Abdelfattah Mourou, Hechmi Hamdi, Moncef Marzouki, Lotfi Mraïhi, Seifeddine Makhlouf et Mohamed Abbou,. Il cesse, le 5 octobre, de faire campagne pour le second tour afin de respecter l'égalité des chances avec son adversaire Nabil Karoui, en prison depuis fin août qui faisait campagne par l'intermédiaire de sa femme,. Il participe le 11 octobre à un débat télévisé face à son adversaire libéré quelques jours avant le second tour.
Kaïs Saïed l'emporte largement au second tour de scrutin selon les sondages de sortie des urnes, ce qui est confirmé par les résultats préliminaires : il obtient en effet 72,71 % des voix contre 27,29 % pour son adversaire. L'analyste Michaël Ayari, de l'International Crisis Group, affirme : « Personne ne croyait vraiment à ce candidat hors norme, sans aucune expérience politique. Kaïs Saïed incarne la probité et la lutte contre la corruption, c'est un homme qui croit que tout se règle en appliquant les lois à la lettre. Kaïs Saïed incarne les espoirs déçus de 2011, il parle au nom des marginaux, veut rétablir la dignité et combattre les inégalités régionales ». Durant la campagne, il cultive l'image d'un homme modeste. Habitant dans son logement de fonction, il se déplace en bus et en métro et vient à la rencontre des citoyens en allant dans un café populaire.

## Président de la République

### Investiture et premières mesures

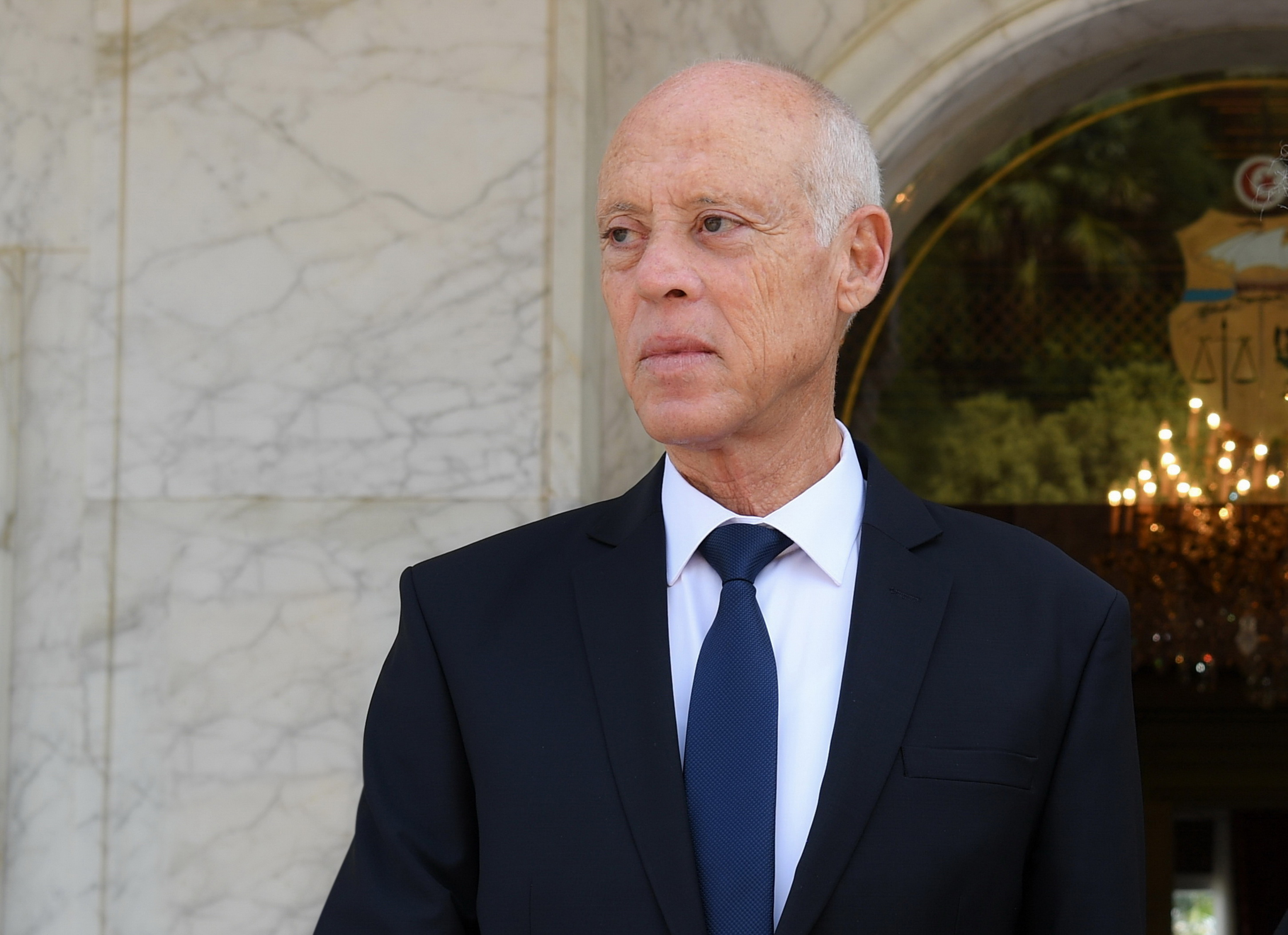
Kaïs Saïed à son arrivée au palais de Carthage pour son investiture.

Les résultats de l'élection présidentielle sont proclamés à l'identique par l'Instance supérieure indépendante pour les élections le 17 octobre. Le même jour, Kaïs Saïed choisit son frère Naoufel, lui aussi professeur de droit constitutionnel, pour nommer les conseillers et membres du cabinet présidentiel. Le bureau de l'Assemblée des représentants du peuple se réunit le 18 octobre et fixe la prestation de serment au 23 octobre. Cette date correspond à la durée maximale de l'intérim présidentiel de 90 jours.
Le 23 octobre, au palais présidentiel de Carthage, après sa prestation de serment devant l'Assemblée sortante, au cours de laquelle il promet de lutter contre le terrorisme et ses causes, ainsi que de garantir les acquis de la femme tunisienne, tout en renforçant ses droits économiques et sociaux, il voit le président par intérim, Mohamed Ennaceur, lui transférer les pouvoirs présidentiels. D'un point de vue pratique, il refuse de se loger au palais présidentiel de Carthage, préférant sa villa à Mnihla, située dans le gouvernorat de l'Ariana.
Le 30 octobre, il nomme le diplomate Tarek Bettaïeb comme chef du cabinet présidentiel, le général Mohamed Salah Hamdi comme conseiller à la sécurité nationale, tandis que Tarek Hannachi dirige le protocole. Abderraouf Bettaïeb est ministre-conseiller auprès du président de la République, Rachida Ennaifer chargée de la communication, tandis que Nadia Akacha est responsable des affaires juridiques.

### Formation du gouvernement et premier conflit avec Ennahdha

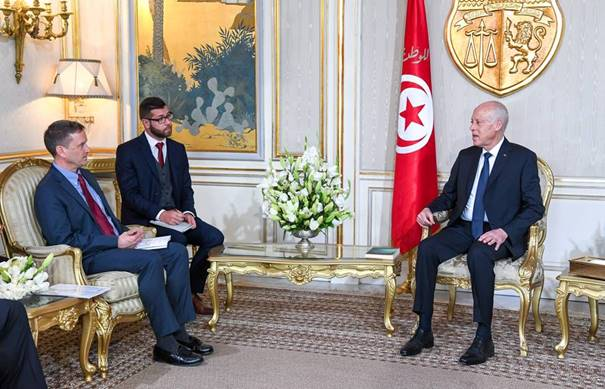
Kaïs Saïed avec Mark E. Green au palais présidentiel de Carthage, le 19 février 2020.

Le régime étant semi-présidentiel, Kaïs Saïed a une semaine après son investiture pour charger le parti arrivé en tête des législatives de former un gouvernement. Celui-ci a alors un mois pour obtenir la confiance de l'Assemblée des représentants du peuple. Le 15 novembre 2019, il désigne Habib Jemli, candidat d'Ennahdha, au poste de chef du gouvernement et le charge de former un cabinet. Le 10 janvier 2020, l'Assemblée rejette la composition du gouvernement, qui a par ailleurs fait l'objet de retards lors de son annonce. Saïed dispose dès lors de dix jours pour désigner un nouveau chef du gouvernement. Le 20 janvier, il désigne Elyes Fakhfakh.
Son gouvernement est annoncé le 15 février, mais Ennahdha, dont des ministres annoncés y figurent, annonce ne pas voter la confiance du fait de la non participation d'Au cœur de la Tunisie. Une version légèrement modifiée du gouvernement, mais sans la participation d'Au cœur de la Tunisie, est annoncée le 19 février ; Ennahdha, craignant une dissolution, accepte alors de voter la confiance. Le 27 février, l'Assemblée des représentants du peuple accorde la confiance au gouvernement.

### Virage autoritaire et crise politique de 2021-2024
Fakhfakh démissionne le 15 juillet 2020 à la demande du président de la République (ce qui permet à ce dernier de choisir son successeur), après le dépôt d'une motion de censure par 105 députés, initiée par les membres d'Ennahdha — qui lui a retiré sa confiance la veille — et d'Au cœur de la Tunisie. Lors des jours précédents, Fakhfakh avait tenté de remplacer les ministres membres d'Ennahdha. Par ailleurs, alors que la Constitution permet au chef du gouvernement de remanier son gouvernement, le règlement intérieur de l'Assemblée des représentants du peuple exige un vote de confiance pour les nouveaux membres du gouvernement. Pour remplacer Fakhfakh, en l'absence de Cour constitutionnelle, alors que la Constitution est floue, il y a désaccord pour savoir si le prochain chef du gouvernement doit être désigné par le parti majoritaire ou par le président de la République. La présidence annonce cependant que le président de la République nommera un nouveau chef du gouvernement dans les dix jours. Le soir même, Fakhfakh limoge les ministres membres d'Ennahdha et confie leurs portefeuilles à des intérimaires. Le 25 juillet 2020, Kaïs Saïed désigne le ministre de l'Intérieur, Hichem Mechichi, pour former un gouvernement,. Le 11 août, il propose de former un gouvernement composé uniquement d'indépendants. Le 24 août, il en dévoile la composition qui suscite les réserves d'Ennahdha et d'Au cœur de la Tunisie et compte huit femmes ainsi qu'un malvoyant. Le 2 septembre suivant, son gouvernement est investi par 134 voix contre 67 par l'Assemblée des représentants du peuple.

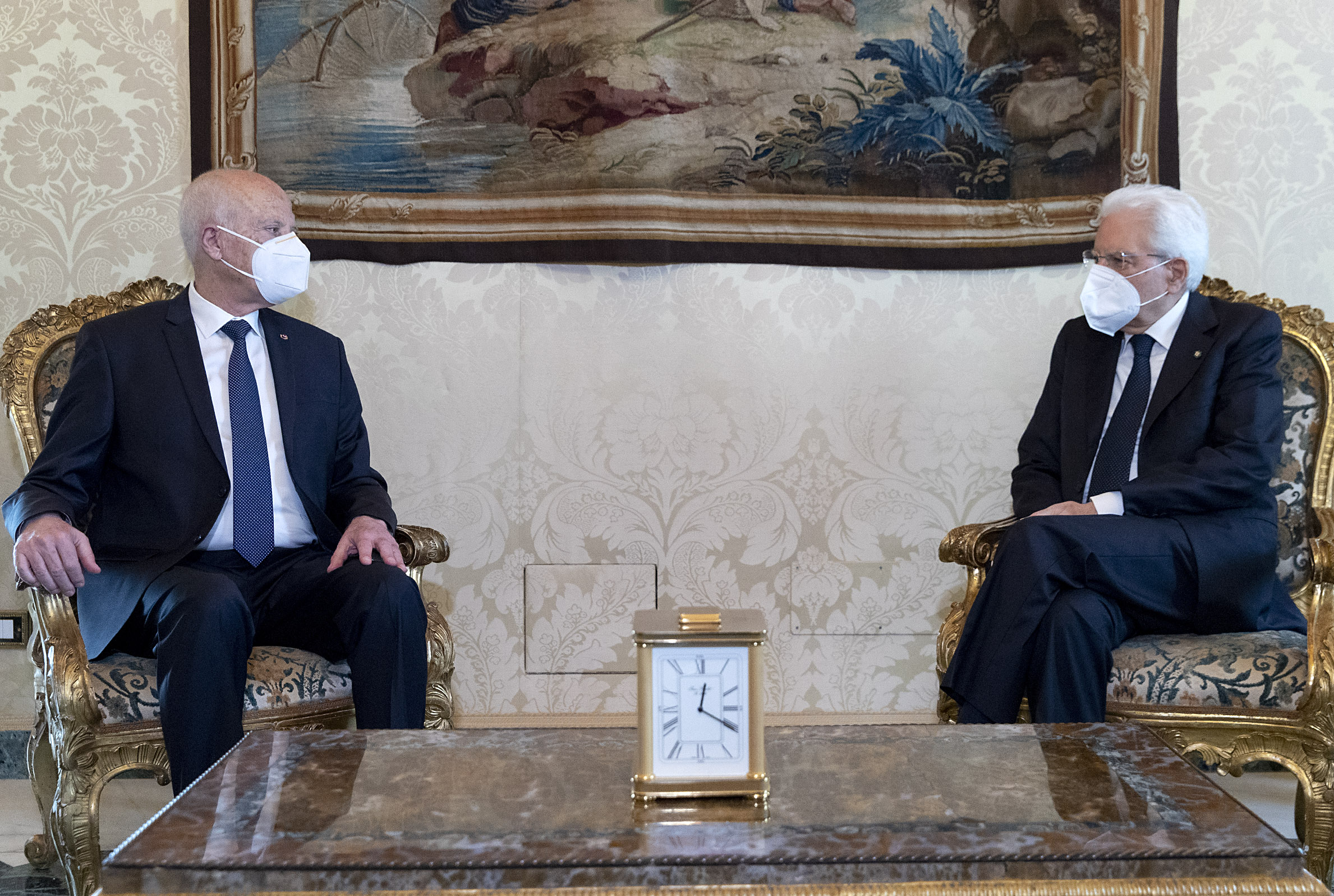
Kaïs Saïed avec Sergio Mattarella au palais du Quirinal, le 16 juin 2021.

En janvier 2021, Hichem Mechichi annonce un remaniement ministériel portant sur onze portefeuilles et une modification de plusieurs fonctions gouvernementales. Les nouveaux ministres obtiennent la confiance de l'Assemblée des représentants du peuple mais le président Kaïs Saïed refuse de les recevoir pour la prestation de serment, invoquant des suspicions de corruption concernant des ministres et un non-respect de la Constitution en ce qui concerne la délibération du Conseil des ministres à propos du remaniement. En avril 2021, Kaïs Saïed refuse de promulguer une loi organique relative à la mise en place d'une Cour constitutionnelle, arguant que les délais ont été dépassés. Il rejette également tout amendement constitutionnel relatif à ce sujet, arguant que la loi fondamentale ne peut être amendée sans l'aval de la Cour constitutionnelle. Il prône l'adoption d'un nouveau texte instituant un régime présidentiel et une démocratie directe pour le parlement, ou un retour à la Constitution tunisienne de 1959.

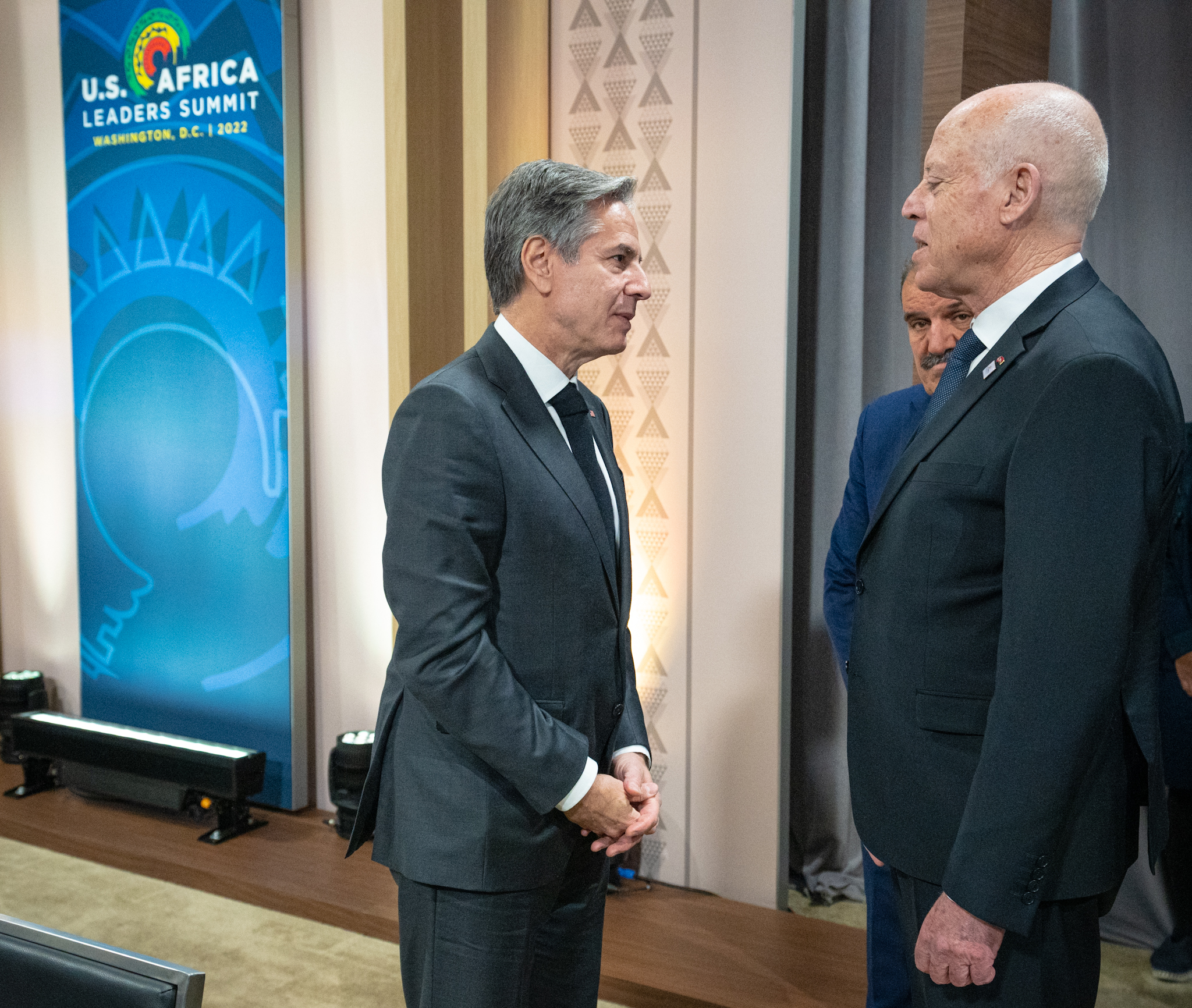
Kaïs Saïed avec Antony Blinken à Washington (22 décembre 2022).

Le jour de la Fête de la République, le 25 juillet 2021, des milliers de manifestants réclament la dissolution de l'Assemblée des représentants du peuple et un changement de régime. Ces rassemblements interviennent alors que s'aggrave la crise sanitaire liée à la pandémie de Covid-19. Le soir même, invoquant l'article 80 de la Constitution, Kaïs Saïed limoge le gouvernement Mechichi avec effet immédiat, en particulier Hichem Mechichi de ses attributions de chef du gouvernement et de ministre de l'Intérieur par intérim, annonce la suspension de l'assemblée — dont il lève l'immunité des membres —, la formation d'un nouveau gouvernement — qui sera responsable devant lui — et sa décision de gouverner par décrets ; il indique également qu'il présidera le parquet. Ennahdha dénonce aussitôt un « coup d'État ». Cette qualification de coup d'État est partagée par des analystes politiques et juristes, notamment en ce qui concerne la suspension des travaux parlementaires. Le lendemain, Kaïs Saïed démet de leurs fonctions le ministre de la Défense nationale, Brahim Bartagi, et la ministre de la Justice par intérim, Hasna Ben Slimane. Le 1er août, deux députés de la Coalition de la dignité ayant protesté contre les mesures du président Saïed sont arrêtés dans le cadre d'une « enquête de la justice militaire ».
Dans la nuit du 23 au 24 août, la présidence annonce la prolongation sine die de la suspension du parlement. Le président doit suspendre la Constitution courant septembre 2021 puis soumettre au référendum une nouvelle mouture de la loi fondementale. Le 22 septembre, il confirme par décret le prolongement des décisions ainsi que la dissolution de l'Instance provisoire chargée du contrôle de la constitutionnalité des projets de loi, et décide de suspendre les salaires et les bénéfices accordés au président de l'Assemblée des représentants du peuple et ses membres, et s'octroie le droit de gouverner par décret, récupérant de facto le pouvoir législatif,. Sa décision est critiquée par la plupart des partis, dont le Courant démocrate et Ennahdha, mais il conserve le soutien du Mouvement du peuple. Le 26 septembre, 2 000 personnes, majoritairement des partisans d'Ennahdha et de la Coalition de la dignité, manifestent contre ses décisions,.
Le 29 septembre, le président charge Najla Bouden de former un nouveau gouvernement. Elle devient de ce fait pionnière dans le pays ainsi que dans le monde arabe. Le 3 octobre, des manifestations pro-Saïed rassemblent plus de 5 000 personnes. Le 13 décembre, le président Saïed annonce la tenue d'un référendum constitutionnel, prévu à l'été 2022. Dans un contexte de crise économique, il accepte en 2022 les conditions du Fonds monétaire international, dont des privatisations et la diminution des subventions aux produits de base, en échange d'un prêt de quatre milliards de dollars.
Le 30 mars 2022, 120 députés, sous la présidence du deuxième vice-président de l'assemblée Tarek Fetiti, se réunissent lors d'une session virtuelle pour voter la fin des mesures d'exception en vigueur depuis le 25 juillet 2021. Le jour même, Kaïs Saïed dissout le parlement, ce qu'interdit pourtant la Constitution durant la période où l'état d'exception est appliqué, et menace les députés de poursuites judiciaires,. Au début de l'année 2023, la police tunisienne arrête plusieurs personnalités proches du Front de salut national qu'il accuse d'être « payé et composé de criminels ».
Pour ces raisons, le régime autoritaire qu'il met en place lui vaut d'être qualifié d'« hyperprésident » voire de dictateur,.

### Référendum constitutionnel de 2022
La date du référendum constitutionnel est fixée au 25 juillet 2022, malgré les critiques de l'opposition après une consultation électronique du 15 janvier au 20 mars.
Le 30 juin, il propose une nouvelle Constitution caractérisée par un pouvoir exécutif fort et faisant référence à l'islam comme objectif de l'État et source du droit. Dans ce contexte, le processus de réforme constitutionnelle est jugée illégale, illégitime et manquant de transparence par la Commission internationale de juristes. Le 25 juillet, plus de 92 à 93 % des votants choisissent le « oui », mais on note une très faible participation des inscrits.
En avril 2023, Kaïs Saïed dément toute vacance du pouvoir après que le Front de salut national (principale coalition d'opposition) a appelé le gouvernement à dévoiler les raisons de son absence dès le 22 mars, assurant avoir été informé qu'il avait eu des problèmes de santé.

### Politique étrangère
En août 2022, il reçoit Brahim Ghali, président du Sahara occidental et secrétaire général du Front Polisario, dans le cadre du Sommet de Tokyo pour le développement en Afrique à Tunis. Cet accueil, semblable à celui que l'on fait à un chef d'État, est considéré par le Maroc comme une rupture de la traditionnelle neutralité tunisienne sur le dossier sahraoui (dont le Maroc revendique la souveraineté et l'exerce de fait) et provoque le rappel réciproque des ambassadeurs dans les deux pays. Depuis, la Tunisie multiplie les initiatives en faveur du Front Polisario et de la position algérienne sur le conflit au Sahara occidental dans un contexte de « guerre froide » au Maghreb entre l'Algérie et le Maroc depuis la normalisation des relations entre le royaume marocain et l'État d'Israël en 2021,.
Depuis le début de sa présidence, Kaïs Saïed entretient d'excellentes relations avec l'Algérie d'Abdelmadjid Tebboune avec laquelle il participe à un sommet régional tripartite avec la Libye de Mohammed el-Menfi, tout en se rapprochant des pays du Golfe, notamment les Émirats arabes unis, qui avaient pris leurs distances avec le régime tunisien après la révolution de 2011. Kaïs Saïed est également proche du président égyptien Abdel Fattah al-Sissi, dont il souhaiterait s'inspirer, notamment en termes de lutte contre les Frères musulmans et les islamistes.

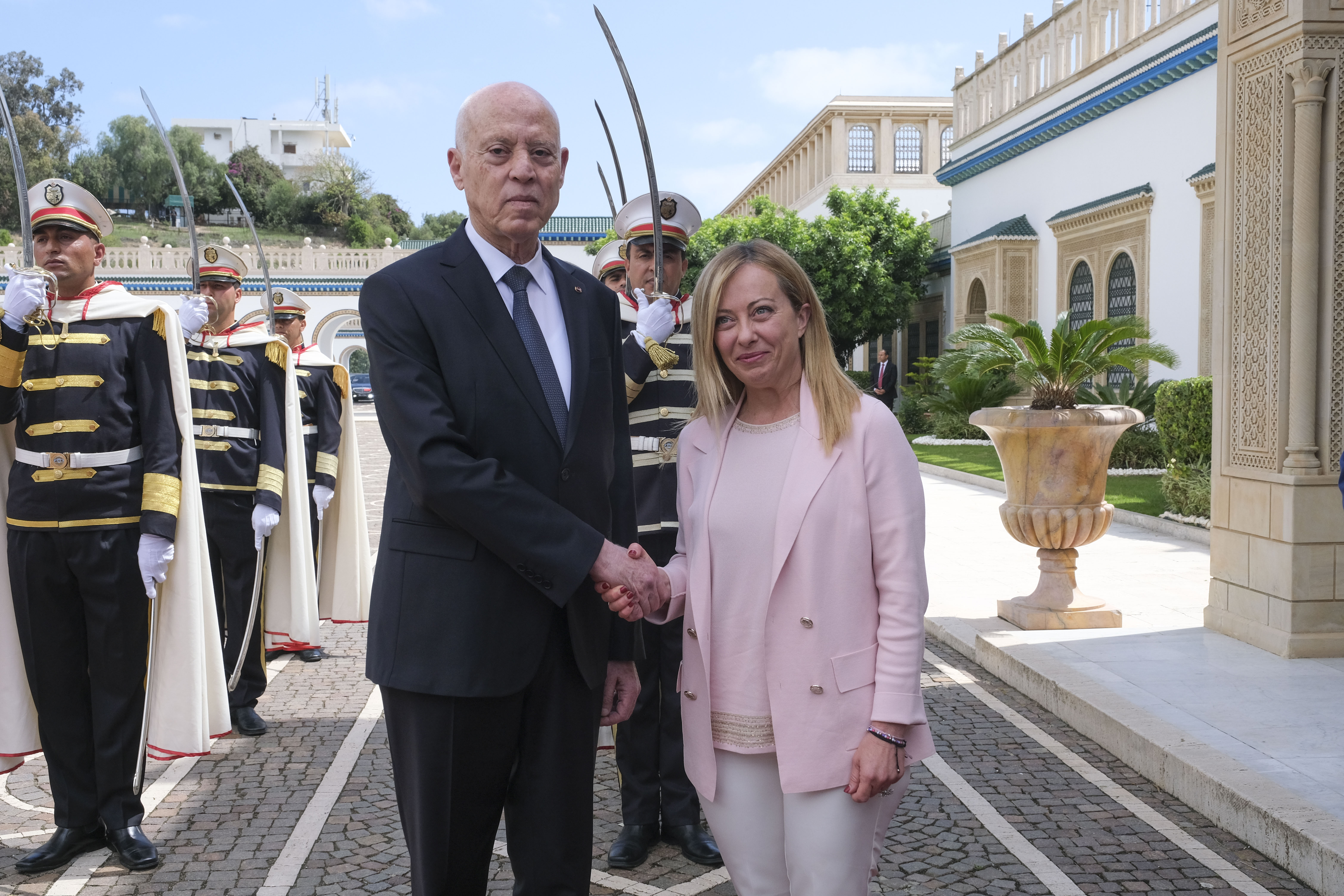
Kaïs Saïed et Giorgia Meloni en juin 2023.

Entre 2023 et 2024, il reçoit régulièrement la présidente du Conseil italien Giorgia Meloni, qui tente tant bien que mal de négocier (avec le soutien d'Ursula von der Leyen) un accord sur la surveillance des côtes méditerranéennes dans le cadre de la lutte européenne contre l'immigration illégale venant d'Afrique subsaharienne, mais sans réels succès puisque Kaïs Saïed ne souhaite pas prendre en charge ces migrants. Cependant, les relations entre Saïed et Meloni restent plutôt bonnes, et ils étendent la coopération de leurs deux pays sur d'autres sujets comme l'éducation ou l'énergie.
Kaïs Saïed se déclare hostile à tout rapprochement avec l'État d'Israël.
Le 12 avril 2023, il rétablit les relations diplomatiques avec la Syrie de Bachar el-Assad.

### Élection présidentielle de 2024 et second mandat
Kaïs Saïed annonce qu'il brigue un nouveau mandat présidentiel lors de l'élection présidentielle prévue le 6 octobre 2024. Le 7 octobre, l'Instance supérieure indépendante pour les élections annonce les résultats : Saïed est réélu président avec 90,69 % des suffrages exprimés.
En avril 2025, les peines de prison proclamées à l'encontre d'une quarantaine d'accusés, militants politiques ou associatifs, avocats ou journalistes, reconnus coupables dans l'affaire du « complot contre la sûreté de l'État », suscitent les critiques du Haut-Commissariat des Nations unies aux droits de l'homme, qui dénonce un processus « entaché par des violations du droit à un procès équitable et du droit à une procédure régulière, suscitant de graves inquiétudes quant aux motivations politiques ». Après les condamnations à de lourdes peines de ces membres de l'opposition, la France et l'Allemagne déclarent que les conditions d'un procès « équitable » n'ont pas été respectées, Kaïs Saïed dénonce de son côté une « ingérence flagrante »,.

## Idéologie
Ses positions conservatrices ne s'appuient pas sur des références religieuses, ce qui le fait accuser par certains de ses adversaires d'être un « gauchiste », tout en lui valant d'être accusé de salafisme pendant l'entre-deux tours, et de prôner l'application de la charia par Bochra Belhaj Hmida, la présidente de la Commission des libertés individuelles et de l'égalité. Plusieurs de ses anciens collègues constitutionnalistes et de ses élèves prennent alors position pour défendre le candidat,,. Celui-ci est décrit par ces derniers comme conservateur, mais pas intégriste, salafiste ni même islamiste, ayant notamment condamné la pensée salafiste et la violence extrémiste durant ses cours lors de l'affaire de la diffusion du film Persepolis par Nessma. Bochra Belhaj Hmida revient sur ses déclarations dans les jours qui suivent, affirmant s'être « précipitée » et jugeant que Kaïs Saïed est seulement « conservateur ».
Le Monde le place dans la lignée du nationalisme arabe et du panarabisme.

## Prises de position

### Droits des femmes
Malgré la pression des mouvements féministes, il se dit opposé à ce que les femmes puissent hériter autant que les hommes,,. Il justifie sa position par l'héritage bourguibiste et par une lecture littérale du Coran.

### Peine de mort
Dans un entretien accordé au journal Acharaâ Al Magharibi en juin 2019, il se déclare favorable à la peine de mort.

### Homosexualité
Sur la question de l'homosexualité, il affirme garder l'esprit ouvert, ce que confirme l'association Mawjoudin de défense des droits des LGBTQI+. Il voit l'homosexualité comme une affaire avant tout privée, s'oppose à l'emprisonnement pour ce motif, mais ne s'engage pas sur la dépénalisation, pense que l'homosexualité n'a pas sa place dans l'espace public, et estime qu'elle « ou plutôt son expression publique, est encouragée par des parties étrangères qui les financent »,. Il souligne : « On m'a dit que certaines maisons étaient louées par des parties étrangères… les homosexuels ont existé à travers l'histoire mais certains veulent répandre l'homosexualité ».

### Islam
En juillet 2022, il fait adopter une Constitution qui décrit la Tunisie comme membre de la « oumma islamique » et affirmant que l'État tunisien « doit œuvrer à la concrétisation des finalités de l'islam ».

### Immigration africaine subsaharienne
Le 21 février 2023, il déclare que l'immigration est une « entreprise criminelle ourdie à l'orée de ce siècle pour changer la composition démographique de la Tunisie », afin de transformer la Tunisie en un pays « africain seulement » et estomper son caractère « arabo-musulman ». Selon Le Monde et Le Point, il reprend à son compte la théorie du grand remplacement,. Il affirme aussi, le même jour, que des « hordes de migrants clandestins » déferlent sur la Tunisie depuis l'Afrique subsaharienne et sont la source de « violence et de crimes ». Les propos de Kaïs Saïed sont commentés dans la presse internationale.
Après ce discours, une partie importante des 21 000 ressortissants d'Afrique subsaharienne recensés officiellement en Tunisie, perdent du jour au lendemain leur travail, généralement informel, et leur logement, du fait de la campagne contre les clandestins ; leurs départs vers l'Europe s'intensifient via l'immigration illégale. Au moins 1 300 migrants sont conduits par la police tunisienne aux frontières avec la Libye et l'Algérie, puis abandonnés dans le désert.

### Intelligence artificielle
En août 2023, il considère que l'intelligence artificielle est un danger imminent,.

### Antisémitisme et Israël
Kaïs Saïed s'inscrit dans une tradition tunisienne de soutien radical à la cause palestinienne. Il fait preuve d'un souverainisme diplomatique, considérant ainsi que toute relation avec Israël est une « haute trahison ». En mai 2023, après l'attaque de Djerba, il réfute tout antisémitisme dans le pays, et refuse de qualifier l'attaque d'antisémite,. Il reçoit ensuite des dignitaires religieux musulmans, chrétiens et juifs, rejette la reconnaissance diplomatique d'Israël et appelle à ne pas confondre le judaïsme et le sionisme. En septembre 2023, il déclare que le nom de la tempête Daniel, qui dévaste la Libye, traduit l'influence du « mouvement sioniste mondial »,,. Peu après les attaques du Hamas du 7 octobre 2023 contre des civils israéliens et étrangers, Kaïs Saïed exprime le « soutien total et inconditionnel [de la Tunisie] au peuple palestinien »,, tout en évitant de mentionner explicitement le Hamas.
En novembre 2023, après l'avoir soutenue, il appelle le parlement à abandonner le vote d'une loi proposée par ses partisans qui criminalise la reconnaissance d'Israël ou l'entretien de contacts, voir l'invitation de citoyens israéliens en Tunisie, qui serait puni de douze ans de prison puis de la prison à perpétuité en cas de récidive. Il justifie sa décision par la protection de la sécurité du pays, et estime la loi inutile puisque l'intelligence avec l'ennemi est déjà un crime et que celle-ci couvre déjà la normalisation. Enfin, il estime que cette loi revient à admettre l'existence d'Israël. Cette volte-face est interprétée comme une pression américaine, d'une manière générale la mesure suscite l'inquiétude de plusieurs pays occidentaux, et aurait eu un impact sur le tourisme, l'une des ressources principales du pays, dont le pèlerinage juif à la Ghriba de Djerba, fréquenté par des Israéliens malgré l'absence de relations entre les deux pays.

## Décorations

### Décorations tunisiennes
- Collier de l'ordre tunisien de l'Indépendance, de droit en qualité de grand maître de l'ordre ;
- Collier de l'ordre de la République tunisienne, de droit en qualité de grand maître de l'ordre ;
- Collier de l'ordre national du Mérite, de droit en qualité de grand maître de l'ordre.

### Décorations étrangères
- Grand collier de l'État de Palestine, le 8 décembre 2021[159] ;
- Athir de l'ordre du Mérite national (Algérie) le 3 février 2020[160].

### Distinctions
- 2021 : Docteur honoris causa de l'université de Rome « La Sapienza »[161].

## Publications
Il est l'auteur de plusieurs ouvrages et articles traitant de droit constitutionnel, dont :
- (ar) Kaïs Saïed et Abdelfattah Amor, نصوص و وثائق سياسية تونسية [« Recueil de constitutions et documents politiques tunisiens »], Tunis, Centre d'études et de recherches politiques,‎ 1987.
- Kaïs Saïed (dir.), Dispositions générales de la Constitution, Tunis, Faculté des sciences juridiques, politiques et sociales de Tunis, 2010.